# Eric Lutes
Eric Lutes (* 19. August 1962 in Woonsocket, Rhode Island) ist ein US-amerikanischer Schauspieler.

## Leben
Lutes schloss sein Studium an der University of Rhode Island mit dem Bachelor of Fine Arts ab. Er drehte zunächst Werbespots. Bei Dreharbeiten lernte er Christine Romeo kennen, beide heirateten 1990. Eine seiner ersten Rolle spielte Lutes in einem Musikvideo von Weird Al Yankovic, es folgten Gastrollen in Fernsehserien wie Frasier und Ellen bevor er 1995 die Rolle des Del Cassidy in der Sitcom Caroline in the City erhielt. 1999 spielte er in dem Film „Ein unschlagbares Doppel“ mit den Olsensisters als Vater Jerry Stanton. An der Seite von Lea Thompson spielte er bis 2000 in 97 Episoden der Serie. Anschließend spielte er Jake Carlson in der Olsen-Twins-Sitcom So Little Time. Nachdem auch diese Serie eingestellt worden war, spielte Lutes erneut Gastrollen unter anderem in CSI: Miami, Dr. House und Desperate Housewives.
Er wurde 2006 geschieden, aus der Ehe ging eine Tochter hervor.

## Filmografie (Auswahl)
- 1992: Distant Justice – Das Recht des Stärkeren (Distant Justice)
- 1994: Frasier
- 1994: Ellen
- 1995–2000: Caroline in the City
- 1998: Bram Stoker’s Legend of the Mummy (Legend of the Mummy)
- 1998: Marabunta – Killerameisen greifen an
- 1999: Ein unschlagbares Doppel (Jerry Stanton)
- 2000: Martial Law – Der Karate-Cop (Martial Law)
- 2001: Ally McBeal
- 2001–2002: So Little Time
- 2003: Without a Trace – Spurlos verschwunden (Without a Trace)
- 2006: Cold Case – Kein Opfer ist je vergessen (Cold Case)
- 2006: CSI: Miami
- 2006: Hotel Zack & Cody (The Suite Life of Zack and Cody)
- 2009: Dr. House (House M.D.)
- 2010: Desperate Housewives